# Calçot
O "calçot" é o resultado duma forma de cultivar a cebola normal, Allium cepa, em que não se deixa desenvolver o bolbo. As plantas de cebola são parcialmente cobertas de terra – ou “calçadas”, donde a origem do nome –, de modo que a parte branca das folhas se torna muito macia e saborosa. Este método de cultura foi desenvolvido na região de Valls (Tarragona), na Catalunha, e deu lugar a uma festa, a calçotada, que normalmente tem lugar aos domingos, em que se colhem os calçots e se assam em brasas vivas, até que as folhas exteriores fiquem completamente queimadas; nessa altura, embrulham-se em papel de jornal para se conservarem quentes e serem comidos mais tarde, normalmente acompanhados por molho romesco, ou por uma variante que leva menos malagueta e mais tomate, chamado salvitxada.

## Forma de cultivar os calçots
A cebola é semeada no período de outubro a dezembro e, assim que germina, transplanta-se do viveiro para o canteiro onde deve desenvolver-se. No entanto, quando começa a mostrar o bolbo, no início do verão, arranca-se, cortam-se as partes superiores das folhas, guarda-se durante algumas semanas e volta a plantar-se, “calçando-se” várias vezes, até obter os calçots, no início do inverno seguinte.